# 트로페 데 샹피옹 2024
트로페 데 샹피옹 2024(Trophée des Champions 2024)는 트로페 데 샹피옹의 29번째 대회로 2025년 1월 5일에 카타르 도하에 위치한 스타디움 974에서 개최되었다. 리그 1 2023-24 시즌과 쿠프 드 프랑스 2023-24 시즌 우승 팀인 파리 생제르맹과 리그 준우승 팀인 AS 모나코가 경기를 가졌다.

## 개최지 선정
당초 LFP는 중국의 베이징에서 트로페 데 샹피옹을 개최한다고 발표했으며, 일정은 2024년 8월 8일로 예정되었다. 하지만 2024년 7월 3일, LFP에 의해 이 일정은 연기되었다. 2024년 11월 18일, LFP는 경기가 2025년 1월 5일 카타르 도하에서 열릴 것이라고 확인했으며, 다른 개최국으로는 모나코와 코트디부아르가 포함되었다. 2024년 12월 12일, 개최지는 스타디움 974로 밝혀졌다.

## 대회 정보

### 상세 정보
| 파리 생제르맹         | 1 – 0 | AS 모나코 |
| --------------------- | ----- | --------- |
| - 우스만 뎀벨레 90‎+‎2′ | 기록  |           |

| 파리 생제르맹 | AS 모나코 |

| GK            | 1  | 잔루이지 돈나룸마 |       |     |
| RB            | 2  | 아슈라프 하키미   |       |     |
| CB            | 5  | 마르키뉴스        |       |     |
| CB            | 51 | 윌리안 파초       |       |     |
| LB            | 25 | 누누 멘드스       | 23′   |     |
| CM            | 33 | 워렌 자이르에메리 |       | 88′ |
| CM            | 17 | 비티냐            |       |     |
| CM            | 87 | 주앙 네베스       |       | 67′ |
| RW            | 19 | 이강인            |       | 67′ |
| CF            | 10 | 우스만 뎀벨레     | 90‎+‎2′ |     |
| LW            | 14 | 데지레 두에       |       | 72′ |
| 교체 명단:    |    |                   |       |     |
| GK            | 39 | 마트베이 사포노프 |       |     |
| DF            | 21 | 루카스 에르난데스 |       |     |
| DF            | 35 | 루카스 베라우두   |       |     |
| DF            | 42 | 요람 자그         |       |     |
| MF            | 8  | 파비안 루이스     |       | 67′ |
| MF            | 24 | 세니 마율루       |       | 88′ |
| FW            | 9  | 곤살루 하무스     |       | 72′ |
| FW            | 11 | 마르코 아센시오   |       |     |
| FW            | 29 | 브래들리 바르콜라 | 87′   | 67′ |
| 감독:         |    |                   |       |     |
| 루이스 엔리케 |    |                   |       |     |

| GK          | 16 | 필리프 쾬           |     |     |
| RB          | 2  | 반데르송            | 35′ | 86′ |
| CB          | 5  | 틸로 케러           |     |     |
| CB          | 22 | 모하메드 살리수     |     |     |
| LB          | 12 | 카이우 엔리케       |     |     |
| CM          | 10 | 알렉산드르 골로빈   |     | 72′ |
| CM          | 6  | 데니스 자카리아     |     |     |
| RW          | 11 | 마그네스 아클리우슈 |     | 86′ |
| AM          | 7  | 엘리세 벤 세기르    |     |     |
| LW          | 18 | 미나미노 다쿠미     |     |     |
| CF          | 21 | 조르주 일레니케나   |     | 72′ |
| 교체 명단:  |    |                     |     |     |
| GK          | 50 | 얀 리나르           |     |     |
| DF          | 4  | 요르단 테제         |     | 86′ |
| DF          | 20 | 카숨 우아타라       |     |     |
| DF          | 46 | 브라델 키와         |     |     |
| MF          | 8  | 엘리엇 마타조       |     |     |
| MF          | 15 | 라민 카마라         |     | 72′ |
| MF          | 42 | 사이몬 부아브레     |     |     |
| MF          | 88 | 숭구투 마가사       |     | 86′ |
| FW          | 36 | 브릴 엠볼로         |     | 72′ |
| 감독:       |    |                     |     |     |
| 아돌프 휘터 |    |                     |     |     |

- 최우수 선수: 우스만 뎀벨레 (파리 생제르맹)

| 부심: 에르완 핀장 필립 잔 대기심: 압델타티프 케라지 비디오 판독심: 하미드 구에나위 보조 비디오 판독심: 세드릭 도스 산토스 | 경기 규칙 - 전•후반 90분동안 치러진다. - 전•후반 무승부일 경우 승부차기를 통해 우승팀을 가린다. - 9명의 교체 선수를 등록할 수 있으며, 최대 5명까지 교체할 수 있다. |

### 통계
| 항목        | PSG | 모나코 |
| ----------- | --- | ------ |
| 득점        | 1   | 0      |
| 슈팅        | 28  | 12     |
| 유효슛      | 10  | 5      |
| 점유율      | 60% | 40%    |
| 패스 횟수   | 591 | 403    |
| 패스 성공률 | 87% | 81%    |
| 코너킥      | 13  | 2      |
| 오프사이드  | 1   | 2      |
| 반칙        | 11  | 13     |
| 경고        | 2   | 1      |
| 퇴장        | 0   | 0      |